# نخیرگان
نَخیرگان، نخورگان یا نَخویرگان (در منابع عربی به صورت النخیر جان) سردار ایرانی در دوره ساسانیان بود.

## زندگی‌نامه
خسرو پرویز بعد از کشتن نعمان سوم، ایاس بن طائی را به جای وی والی حیره و تمامی ولایاتی کرد که به دست نعمان بود. ایاس قریب ۹ سال نظر با نظارت نخیرگان حکومت می‌کرد.
نام نخیرگان در طی حمله اعراب به ایران نیز ذکر شده‌است. او در جنگ قادسیه شرکت داشت و پس از شکست در جنگ به همراه مهران رازی، هرمزان و پیروز خسرو و دیگر بازماندگان، در بابل گرد هم آمدند و تلاش کردند که سپاه اعراب را بیرون کنند، اما باز هم شکست خوردند. پس از این شکست مهران و نخیرگان در دل ایران‌شهر ماندند و پیروز و هرمزان گریختند.
آن‌ها پس از اقامتی کوتاه در وه‌اردشیر، پل روی بخش شرقی دجله را تخریب کردند. نخیرگان و مهران سپس به کوتاهی در کوثا ماندند، و در آنجا دهقانی به نام شهریار را به عنوان فرمانده پادگان گماشتند. این دو افسر ارتش ساسانی، آنگاه به پایتخت تیسپون رفتند، که تحت حملات اعراب قرار داشت. با این حال، اقامت آن‌ها در آنجا کوتاه بود. پس از مدتی، آن‌ها دوباره با دیگر افسران ساسانی گروه شدند و با اعراب در جنگ جلولا جنگیدند. اما با این حال، سپاه ساسانیان دوباره شکست خورد و نخیرگان سرانجام کشته شد.